# Jesper Nielsen
Jesper Nielsen (Norrköping, 30 de septiembre de 1989) es un jugador de balonmano sueco que juega como pívot en el Eskilstuna Guif y en la selección de balonmano de Suecia.

Con la selección ganó la medalla de plata en el Campeonato Europeo de Balonmano Masculino de 2018.

## Palmarés

### Selección nacional
| Campeonato Europeo | Campeonato Europeo | Campeonato Europeo | Campeonato Europeo |
| Año                | Lugar              | Medalla            |                    |
| ------------------ | ------------------ | ------------------ | ------------------ |
| 2018               | Croacia            | Medalla de plata   |                    |

### Füchse Berlin
- Copa de Alemania de balonmano (1): 2014
- Copa EHF (1): 2015
- Mundialito de clubes (2): 2015, 2016

### PSG
- Liga de Francia de balonmano (2): 2017, 2018
- Copa de la Liga de balonmano (2): 2017, 2018
- Copa francesa de balonmano (1): 2018

### Aalborg
- Liga danesa de balonmano (1): 2024
- Copa de Dinamarca de balonmano (1): 2021

## Clubes
- IK Sävehof (2008-2013)
- Füchse Berlin (2013-2016)
- PSG (2016-2018)
- Rhein-Neckar Löwen (2018-2021)
- Aalborg HB (2021-2024)
- Eskilstuna Guif (2024- )